# Stefan Hjertén
Stefan Inge Hjertén, född 12 november 1941 i Helsingborg, död 20 mars 2025 i Stockholm, var en svensk journalist. Han arbetade bland annat på utrikesredaktionen på Tidningarnas Telegrambyrå (TT) samt ingick i redaktionsledningen för tidskriften Koreainformation, en medlemstidning för Svensk-koreanska föreningen, där han även var styrelseledamot.
Hjertén blev känd som något av en krigskorrespondent, och var en av de första journalisterna som rapporterade från Halabja efter den irakiska regimens stridsgasangrepp på den kurdiska staden. Omkring 5.000 människor gasades ihjäl där den 16 mars 1988.
Henrik Bachner, idéhistoriker med inriktning på antisemitism, anklagade 2005 Hjertén för att ”passionerat ha försvarat Robert Faurissons ’teorier’ om Förintelsen som en ’sionistisk’ bluff”.. Detta baserat på en artikel i Tidskrift för Folkets Rättigheter 1982, där Hjertén bland annat skriver:
"När man kommer över den första chocken över Faurissons påstående och börjar bläddra i historieböckerna, upptäcker man att gaskamrarna faktiskt är besvärliga ur källsynpunkt. Den franske historikern Georges Wellers förklarar det på följande vis i en bok — ’Les chambres a gaz ont existe’ — som han gav ut förra året som polemik mot Faurisson: Hitler, Göring, Heydrich och Eichmann ville från 1942 utrota alla judar i underlydande länder. Men de insåg vilken opinion de kunde få mot sig både i Tyskland och utanför. De ville inte heller schavottera inför eftervärlden. Därför beslöt de att genomföra allt i hemlighet. Principbeslutet skrevs aldrig ned. Alla order utfärdades i chiffer under oskyldiga rubriker. Inga listor över de avrättade i gaskamrarna fick föras. När nederlaget närmade sig, mest påtagligt österifrån genom Röda armén, beslöt den högsta ledningen att utplåna gaskamrarna. 1944–1945 sprängdes alla fungerande gaskamrar. Därför – skriver Wellers – är källäget svårt. Brottet avslöjades i full utsträckning först under processen i Nürnberg."
Hjertén ansåg att han endast försvarat Faurissons rätt till yttrandefrihet och att Bachners anklagelser är ”lögn som gränsar till åtalbart förtal”.